# Mammillaria uncinata
Mammillaria uncinata là một loài thực vật có hoa trong họ Cactaceae. Loài này được Zucc. ex Pfeiff. mô tả khoa học đầu tiên năm 1837.